# Aurelio Genghini
Aurelio Genghini (* 1. Oktober 1907 in San Giovanni in Marignano; † 11. September 2001 in Rom) war ein italienischer Marathonläufer.
1932 wurde er Dritter beim italienischen Ausscheidungsrennen für die Olympischen Spiele und Zweiter bei der Italienischen Meisterschaft.
Im Jahr darauf wurde er Italienischer Meister mit seiner persönlichen Bestzeit von 2:38:40 h.
1934 wurde er Vierter bei der Italienischen Meisterschaft und gewann bei den Leichtathletik-Europameisterschaften in Turin Bronze in 2:55:04 h.
1936 wurde er Dritter bei der Italienischen Meisterschaft. Bei den Olympischen Spielen in Berlin erreichte er nicht das Ziel.
1937 wurde er erneut Italienischer Meister und Dritter bei der Französischen Meisterschaft. 